# Sāzoghli
Sāzoghli (persiska: سازاغُل, سازاغلی, Sāzāghol) är en ort i Iran.   Den ligger i provinsen Västazarbaijan, i den nordvästra delen av landet, 700 km nordväst om huvudstaden Teheran. Sāzoghli ligger 2 088 meter över havet och antalet invånare är 133.
Terrängen runt Sāzoghli är huvudsakligen kuperad, men åt sydväst är den bergig. Runt Sāzoghli är det ganska glesbefolkat, med 39 invånare per kvadratkilometer. Närmaste större samhälle är Mākū, 18,5 km nordost om Sāzoghli. Trakten runt Sāzoghli består i huvudsak av gräsmarker.